# Danylo Teslenko
Danylo „Zeus“ Teslenko (ukrainisch Данило Тесленко; * 8. Oktober 1987 in Charkiw, Ukrainische SSR) ist ein ehemaliger ukrainischer E-Sportler. Er erreichte Erfolge in den Disziplinen Counter-Strike 1.6 und Counter-Strike: Global Offensive.

## Werdegang

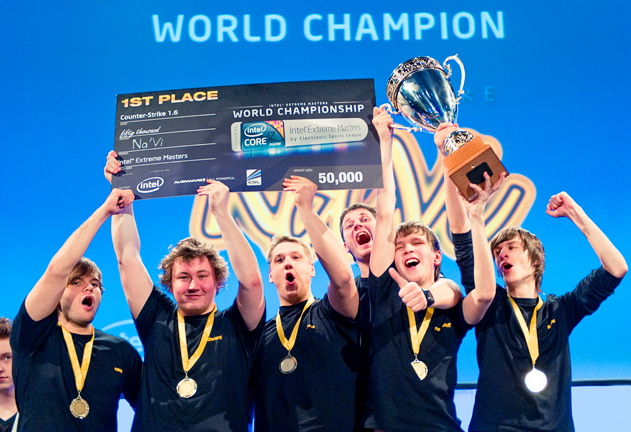
Natus Vincere auf der Siegerehrung der IEM IV - World Championship. Teslenko ist der Dritte von links.

Teslenko trat erstmals 2002 beim Clan Arsenal in Erscheinung. Von 2004 bis 2007 spielte er für das Team pro100. Das Team stieg zu einer der regional erfolgreichsten Clans auf. Teslenko gewann mit pro100 mehrere Ausgaben der Asus Cups, deren Teilnehmerfeld auf die Region der Gemeinschaft Unabhängiger Staaten beschränkt war. Bereits auf den World Cyber Games 2005 repräsentierten pro100 die Ukraine. Im August 2007 wurde Teslenko von Virtus.pro unter Vertrag genommen. Neben weiteren Siegen bei den ASUS Cups erreichte Zeus mit seinem Team einen Sieg auf dem Intel Challenge Cup 2007. Damit konnte VP auch internationale Spitzenteams wie Alternate aTTaX oder Made in Brazil auf die hinteren Plätze verweisen. Den endgültigen Sprung zur Weltspitze schaffte Teslenko nach dem Wechsel zu einem Team, welches sich im Februar 2010 den Namen Natus Vincere gab. Bereits im März 2010 gewann das neue Lineup die vierte World Championship der ESL Intel Extreme Masters durch einen Sieg gegen das damalige Lineup von fnatic rund um Patrik „f0rest“ Lindberg. Es folgten weitere Siege bei prestigeträchtigen Veranstaltungen. Teslenko durfte sich sowohl auf dem Electronic Sports World Cup 2010 als auch auf den World Cyber Games 2010 als Sieger feiern lassen. Bis zum Wechsel auf Counter-Strike: Global Offensive im Dezember 2012 erspielte sich Zeus mit Natus Vincere neben einigen Podestplätzen mit dem Gewinn der IEM V - World Championship und der IEM VI - Kiev zwei weitere Siege auf den Veranstaltungen der ESL Intel Extreme Masters.
| Zusammensetzung von pro100 auf den WCG 2005 | Zusammensetzung des Virtus.pro-Lineups | Zusammensetzung von Natus Vincere von 2009 bis 2013 |
| ------------------------------------------- | -------------------------------------- | --------------------------------------------------- |
| Danylo „Zeus“ Teslenko                      | Danylo „Zeus“ Teslenko                 | Danylo „Zeus“ Teslenko                              |
| Ioann „Edward“ Sucharjew                    | Ioann „Edward“ Sucharjew               | Ioann „Edward“ Sucharjew                            |
| Yevgeny „KEKC“ Petrukhno                    | Alex „Lex“ Kolesnikov                  | Sergey „starix“ Ischuk                              |
| Dmitry „raz0r“ Petrukhno                    | Roman „ROMJkE“ Makarov                 | Arseny „ceh9“ Trynozhenko                           |
| Mychaylom „Kane“ Blahynm                    | Viktor „Sally“ Filimonchenko           | Yegor „Markeloff“ Markelov                          |

Nach dem Wechsel auf CS:GO erreichte Zeus 2013 keinen Sieg auf einem bedeutsamen Turnier. Erst nach einigen Spielerwechseln ging es für Teslenko und Natus Vincere wieder aufwärts. Auf den 9. Finals der SLTV StarSeries erreichte Teslenko seinen ersten nennenswerten Sieg auf einem Turnier in der Disziplin Counter-Strike: Global Offensive. Auf den Major-Turnieren verbesserte sich Na'Vi im Jahr 2014 stetig. Schied Zeus mit seinem Team auf der EMS One Katowice 2014 noch in der Gruppenphase aus, so erreichte Na'Vi auf dem DreamHack Winter 2014 bereits das Halbfinale. Im Jahr 2015 konnte Teslenko wieder regelmäßig Erfolge auf internationalen Turnieren vorweisen. Sein Team gewann im April des Jahres das Finale der ESL Pro League Winter 2014/15 gegen Titan eSports und im Juli 2015 das Finale des Electronic Sports World Cup gegen Cloud 9. Besondere Leistung zeigte Teslenko als Kapitän seines Teams im November und Dezember 2015. Natus Vincere erreichte auf dem letzten Major des Jahres 2015, der DreamHack Cluj-Napoca 2015, den zweiten Platz. Zusätzlich zu diesem Finaleinzug gewann das Team im genannten Monat die IEM X - San Jose und erreichte das Finale der Offline-Finals der ESL ESEA Pro League Season 2. Teslenko gewann allein durch diese drei Erfolge ein Preisgeld von über 30.000 US-Dollar.
In der ersten Hälfte des Jahres 2016 sammelte Teslenko seine vorerst letzten Erfolge mit Natus Vincere. Darunter der Finaleinzug auf der MLG Major Championship: Columbus 2016 und der Sieg auf der DreamHack Leipzig 2016. Am 4. August 2016 ersetzte Olexander „s1mple“ Kostyliw Teslenko nach sieben Jahren bei Na'Vi.
| Lineup von Natus Vincere unter Coach Sergey „starix“ Ischuk von April 2015 bis August 2016 | Lineup von Gambit Gaming auf dem PGL Major: Kraków 2017 | Lineup von Natus Vincere im Februar 2018 |
| ------------------------------------------------------------------------------------------ | ------------------------------------------------------- | ---------------------------------------- |
| Danylo „Zeus“ Teslenko                                                                     | Danylo „Zeus“ Teslenko                                  | Danylo „Zeus“ Teslenko                   |
| Ioann „Edward“ Sucharjew                                                                   | Michail „Dosia“ Stoljarow                               | Ioann „Edward“ Sucharjew                 |
| Denis „seized“ Kostin                                                                      | Rustem „mou“ Tlepov                                     | Denis „electronic“ Scharipow             |
| Ladislav „GuardiaN“ Kovács                                                                 | Abay „HObbit“ Khasenov                                  | Olexander „s1mple“ Kostyliw              |
| Jegor „flamie“ Wassiljew                                                                   | Dauren „AdreN“ Kystaubayev                              | Jegor „flamie“ Wassiljew                 |

Am 12. Oktober 2016 verpflichtete Gambit Gaming Danylo „Zeus“ Teslenko für die Kapitänsrolle. Noch im Jahr 2016 gewann Teslenko mit seinem neuen den DreamHack Winter 2016. Nach der Sicherung des Major-Legendenstatuses auf dem Eleague Major: Atlanta 2017, gewann Teslenko im April 2017 mit Gambit die DreamHack Austin 2017. Dort traf der Ukrainer im Finale auf die Immortals. Gambit besiegte dieses Team unter der Leitung von Zeus drei Monate später auf dem PGL Major in Kraków im Finale. Teslenko ist damit der erste Ukrainer, welcher ein Major-Turnier gewann. Nach der Entlassung von Gambit-Coach Mychaylom „Kane“ Blahynm wechselte Teslenko zusammen mit Blahynm zu Natus Vincere.
Im September 2019 beendete er seine Karriere als aktiver Spieler.

## Erfolge (Auszug)
Dies ist ein Ausschnitt der Erfolge von Danylo „Zeus“ Teslenko. Da Counter-Strike in Wettkämpfen stets in Fünfer-Teams gespielt wird, beträgt das persönliche Preisgeld ein Fünftel des gewonnenen Gesamtpreisgeldes des Teams.
| Jahr                             | Platz              | Turnier                                    | Team               | Persönliches Preisgeld |
| Counter-Strike 1.6               | Counter-Strike 1.6 | Counter-Strike 1.6                         | Counter-Strike 1.6 | Counter-Strike 1.6     |
| -------------------------------- | ------------------ | ------------------------------------------ | ------------------ | ---------------------- |
| 2006                             | 2.                 | ASUS Summer 2006                           | pro100             | 040.000 р.             |
| 2007                             | 1.                 | Intel Challenge Cup 2007                   | Virtus.pro         | 04.000 $               |
| 2010                             | 1.                 | Arbalet Cup Asia 2010                      | Arbalet UA         | 02.000 $               |
| 2010                             | 1.                 | IEM IV - World Championship                | Natus Vincere      | 010.000 $              |
| 2010                             | 1.                 | Arbalet Cup Best of Four 2010              | Natus Vincere      | 02.400 $               |
| 2010                             | 2.                 | Arbalet Cup Europe 2010                    | Natus Vincere      | 02.000 $               |
| 2010                             | 1.                 | Electronic Sports World Cup 2010           | Natus Vincere      | 07.200 $               |
| 2010                             | 1.                 | Arbalet Cup Dallas 2010                    | Natus Vincere      | 05.000 $               |
| 2010                             | 1.                 | World Cyber Games 2010                     | Natus Vincere      | 05.000 $               |
| 2010                             | 1.                 | DreamHack Winter 2010                      | Natus Vincere      | 020.000 SEK            |
| 2011                             | 1.                 | IEM V - World Championship                 | Natus Vincere      | 07.000 $               |
| 2011                             | 2.                 | WCG 2011 Samsung Euro Championship         | Natus Vincere      | 02.000 $               |
| 2012                             | 1.                 | IEM VI - Kiev                              | Natus Vincere      | 03.200 $               |
| 2012                             | 2.                 | IEM VI - World Championship                | Natus Vincere      | 04.000 $               |
| 2012                             | 1.                 | TECHLABS Cup Moscow 2012                   | Natus Vincere      | 02.000 $               |
| Counter Strike: Global Offensive |                    |                                            |                    |                        |
| 2014                             | 1.                 | SLTV StarSeries Season IX                  | Natus Vincere      | 02.800 $               |
| 2014                             | 5. – 8.            | ESL One Cologne 2014                       | Natus Vincere      | 02.000 $               |
| 2014                             | 1.                 | Game Show CS:GO League Season 1            | Natus Vincere      | 02.400 $               |
| 2014                             | 3. – 4.            | DreamHack Winter 2014                      | Natus Vincere      | 04.400 $               |
| 2015                             | 5. – 8.            | ESL One Katowice 2015                      | Natus Vincere      | 02.000 $               |
| 2015                             | 1.                 | ESL Pro League Winter 2014/15              | Natus Vincere      | 03.000 $               |
| 2015                             | 3.                 | Fragbite Masters Season 4                  | Natus Vincere      | 018.000 SEK            |
| 2015                             | 1.                 | SLTV StarSeries Season XIII                | Natus Vincere      | 04.400 $               |
| 2015                             | 1.                 | ESWC Montréal 2015                         | Natus Vincere      | 06.000 $               |
| 2015                             | 3. – 4.            | FACEIT League 2015 Stage 2                 | Natus Vincere      | 02.000 $               |
| 2015                             | 2.                 | CEVO Pro Season 7                          | Natus Vincere      | 03.000 $               |
| 2015                             | 2.                 | DreamHack Cluj-Napoca 2015                 | Natus Vincere      | 010.000 $              |
| 2015                             | 3.                 | ESL ESEA Pro League Season 2 EU Division   | Natus Vincere      | 03.000 $               |
| 2015                             | 1.                 | IEM X - San Jose                           | Natus Vincere      | 011.250 $              |
| 2015                             | 2.                 | ESL ESEA Pro League Season 2 Finals        | Natus Vincere      | 012.000 $              |
| 2016                             | 2.                 | SL i League StarSeries XVI Finals          | Natus Vincere      | 08.000 $               |
| 2016                             | 1.                 | DreamHack Zowie Open Leipzig 2016          | Natus Vincere      | 010.000 $              |
| 2016                             | 3. – 4.            | IEM X - World Championship                 | Natus Vincere      | 04.600 $               |
| 2016                             | 1.                 | Counter Pit League Season 2                | Natus Vincere      | 08.000 $               |
| 2016                             | 2.                 | MLG Major Championship: Columbus 2016      | Natus Vincere      | 030.000 $              |
| 2016                             | 2.                 | DreamHack Masters Malmö 2016               | Natus Vincere      | 010.000 $              |
| 2016                             | 5.                 | ESL Pro League Season 3 EU Division        | Natus Vincere      | 05.400 $               |
| 2016                             | 2.                 | Star Ladder i-League Invitational          | Natus Vincere      | 04.000 $               |
| 2016                             | 5. – 8.            | ESL One Cologne 2016                       | Natus Vincere      | 07.000 $               |
| 2016                             | 3. – 4.            | Eleague Season 1                           | Natus Vincere      | 012.000 $              |
| 2016                             | 1.                 | Acer Predator Masters Season 3             | Gambit Gaming      | 05.000 $               |
| 2016                             | 1.                 | DreamHack Winter 2016                      | Gambit Gaming      | 010.000 $              |
| 2017                             | 5. – 8.            | Eleague Major: Atlanta 2017                | Gambit Gaming      | 07.000 $               |
| 2017                             | 5. – 8.            | DreamHack Masters Las Vegas 2017           | Gambit Gaming      | 03.000 $               |
| 2017                             | 2.                 | cs_summit                                  | Gambit Gaming      | 06.750 $               |
| 2017                             | 1.                 | DreamHack Austin 2017                      | Gambit Gaming      | 010.000 $              |
| 2017                             | 1.                 | PGL Major: Kraków 2017                     | Gambit Gaming      | 100.000 $              |
| 2017                             | 1.                 | DreamHack Winter 2017                      | Natus Vincere      | 010.000 $              |
| 2018                             | 3. – 4.            | Eleague Major: Boston 2018                 | Natus Vincere      | 014.000 $              |
| 2018                             | 2.                 | Star Ladder & i-League StarSeries Season 4 | Natus Vincere      | 010.000 $              |
| 2018                             | 2.                 | FACEIT Major: London 2018                  | Natus Vincere      | 30.000 $               |
| 2018                             | 1.                 | ESL One Cologne 2018                       | Natus Vincere      | 025.000 $              |
| 2018                             | 1.                 | BLAST Pro Series: Copenhagen 2018          | Natus Vincere      | 25.000 $               |
| 2019                             | 1.                 | StarSeries & i-League CS:GO Season 7       | Natus Vincere      | 50.000 $               |